# Ladislav Novák (calciatore)
Ladislav Novák (Louny, 5 dicembre 1931 – Ostředek, 21 marzo 2011) è stato un allenatore di calcio e calciatore cecoslovacco, di ruolo difensore.
È scomparso nel 2011 all'età di 79 anni.

## Carriera

### Giocatore

#### Club
Ha giocato per quasi tutta la carriera nel Dukla Praga, terminando l'attività nello Jablonec.

#### Nazionale
Ha partecipato a tre edizioni dei campionati mondiali con la nazionale cecoslovacca, nel 1954, nel 1958 e nel 1962, quando, da capitano, ha condotto la squadra al secondo posto.

### Allenatore
È stato allenatore è del Dukla Praga, della nazionale cecoslovacca e di diverse squadre belghe.

## Palmarès

### Giocatore

#### Competizioni nazionali
- Campionato cecoslovacco: 8

Dukla Praga: 1953, 1956, 1957-1958, 1960-1961, 1961-1962, 1962-1963, 1963-1964, 1965-1966
- Coppa di Cecoslovacchia: 3

Dukla Praga: 1961, 1965, 1966

### Allenatore

#### Competizioni nazionali
- Campionato cecoslovacco: 1

Dukla Praga: 1981-1982
- Coppa di Cecoslovacchia: 3

Dukla Praga: 1981, 1983, 1985